# Бадамов, Азер Джамал оглы
Азер Джамал оглы Бадамов (азерб. Azər Camal oğlu Badamov; род. 18 августа 1968, Дюзтахир, Кусарский район) — государственный и политический деятель. Депутат Милли Меджлиса Азербайджанской Республики IV, V, VI, VII созывов, член комитета общественных объединений и религиозных организаций и по аграрной политике.

## Биография
Родился Азер Бадамов 18 августа 1968 года в селе Дюзтахир Гусарского района. В 1985 году, после завершения обучения в средней школе № 5 с химическим уклоном, поступил учиться в Азербайджанский институт народного хозяйства имени Буниятзаде. Был призван в ряды Советской армии и отслужил два года. В 1992 году окончил Азербайджанский Технологический институт.
С 1988 по 2009 годы работал рабочим в строительной бригаде “Азериттифаг”, затем трудился бухгалтером-инспектором в центральной городской больнице, инспектором первой степени в районном отделении DSMF, экономистом в фирме “Шахдаг”. Некоторое время занимался предпринимательской деятельностью. С 2009 по 2010 годы работал начальником Гусарского районного телекоммуникационного узла.
В 2010 году избрался в депутаты Национального собрания Азербайджана IV созыва. В 2015 году переизбрался в депутаты V созыва Национального собрания Азербайджана.
На выборах в Национальное собрание Азербайджана VI созыва, которые прошли в 9 февраля 2020 года, баллотировался по Гусарскому избирательному округу № 51. По итогам выборов одержал победу и получил мандат депутата Милли Меджлиса Азербайджанской Республики. С 10 марта 2020 года приступил к депутатским обязанностям. Является членом комитета общественных объединений и религиозных организаций, а также комитета по аграрной политике.
5 марта 2021 года на VII съезде партии "Новый Азербайджан" избран членом правления.
В 2024 году на парламентских выборах в Азербайджане, которые состоялись 1 сентября, одержал победу в Гусарском избирательном округе №61. Официально стал депутатом Милли Меджлиса Азербайджана седьмого созыва, первое заседание которого состоялось 23 сентября 2024 года. Заместитель председателя Комитета по экономической политике, промышленности и предпринимательству.
Женат, имеет двоих детей.